# Ethan Peck
Ethan Peck, född 2 mars 1986 i Los Angeles, är en amerikansk skådespelare.
Peck har bland annat medverkat i TV-serierna Star Trek: Discovery från 2019 och Star Trek: Strange New Worlds från 2023. Han har även medverkat i filmerna Halo 5: Guardians från 2015 och In Max We Trust från 2021.

## Filmografi (i urval)
- 2015: Halo 5: Guardians
- 2019: Star Trek: Discovery
- 2021: In Max We Trust
- 2023: Star Trek: Strange New Worlds
- 2024 – The Unholy Trinity